# Ян Шефль
Ян Шефль (чеськ. Jan Šefl, 10 травня 1990) — чеський плавець.
Учасник Олімпійських Ігор 2020 року, де в попередніх запливах на дистанції 100 метрів батерфляєм поділив 37-ме місце і не потрапив до півфіналів.